# Hermeskeil
Pour la commune fusionnée, voir Hermeskeil (Verbandsgemeinde).
Hermeskeil est une ville et chef-lieu de la Verbandsgemeinde Hermeskeil, dans l'arrondissement de Trèves-Sarrebourg, en Rhénanie-Palatinat, dans l'ouest de l'Allemagne.
Hermeskeil est jumelée avec Saint Fargeau (Yonne, France).

## Personnalités
- Heinz Josef Algermissen, né en 1943, évêque de Fulda